# Dutch Open 1999 - Qualificazioni singolare
Le qualificazioni del singolare  del Dutch Open 1999 sono state un torneo di tennis preliminare per accedere alla fase finale della manifestazione. I vincitori dell'ultimo turno sono entrati di diritto nel tabellone principale. In caso di ritiro di uno o più giocatori aventi diritto a questi sono subentrati i lucky loser, ossia i giocatori che hanno perso nell'ultimo turno ma che avevano una classifica più alta rispetto agli altri partecipanti che avevano comunque perso nel turno finale.
Le qualificazioni del torneo Dutch Open 1999 prevedevano 26 partecipanti di cui 4 sono entrati nel tabellone principale.

## Teste di serie
1. Martín Rodríguez (Qualificato)
2. Adrian Voinea (Qualificato)
3. Lucas Arnold Ker (ultimo turno)
4. Mariano Hood (ultimo turno)

1. Raemon Sluiter (Qualificato)
2. Andreas Vinciguerra (Qualificato)
3. Marc-Kevin Goellner (ultimo turno)
4. Francisco Cabello (ultimo turno)

## Qualificati
1. Martín Rodríguez
2. Adrian Voinea

1. Raemon Sluiter
2. Andreas Vinciguerra

## Tabellone

### Legenda
| - Q = Qualificato - WC = Wild card - LL = Lucky loser | - ALT = Alternate - SE = Special Exempt - PR = Protected Ranking | - w/o = Walkover - r = Ritirato - d = Squalificato |

### Sezione 1
|  | Primo turno          | Primo turno          | Primo turno          | Primo turno | Primo turno |  |  | Secondo turno | Secondo turno        | Secondo turno        | Secondo turno       | Secondo turno |   |   | Ultimo turno | Ultimo turno     | Ultimo turno | Ultimo turno | Ultimo turno |  |
|  |                      |                      |                      |             |             |  |  |               |                      |                      |                     |               |   |   |              |                  |              |              |              |  |
|  |                      |                      |                      |             |             |  |  |               |                      |                      |                     |               |   |   |              |                  |              |              |              |  |
|  |                      |                      |                      |             |             |  |  | 1             | Martín Rodríguez     | Martín Rodríguez     | 6                   | 6             |   |   |              |                  |              |              |              |  |
|  | Aisam-ul-Haq Qureshi | Aisam-ul-Haq Qureshi | Aisam-ul-Haq Qureshi | 6           | 7           |  |  |               | Aisam-ul-Haq Qureshi | Aisam-ul-Haq Qureshi | 3                   | 1             |   |   |              |                  |              |              |              |  |
|  | Aleksandar Kitinov   | Aleksandar Kitinov   | Aleksandar Kitinov   | 3           | 6           |  |  |               |                      |                      |                     |               |   |   | 1            | Martín Rodríguez | 4            | 7            | 6            |  |
|  | Vasilīs Mazarakīs    | Vasilīs Mazarakīs    | Vasilīs Mazarakīs    | 7           | 6           |  |  |               |                      | 7                    | Marc-Kevin Goellner | 6             | 6 | 3 |              |                  |              |              |              |  |
|  | Jurij Ščukin         | Jurij Ščukin         | Jurij Ščukin         | 5           | 4           |  |  |               | Vasilīs Mazarakīs    | 3                    | 6                   | 2             |   |   |              |                  |              |              |              |  |
|  | 7                    | Marc-Kevin Goellner  | Marc-Kevin Goellner  | 6           | 6           |  |  | 7             | Marc-Kevin Goellner  | 6                    | 4                   | 6             |   |   |              |                  |              |              |              |  |
|  |                      | Timothy Aerts        | Timothy Aerts        | 1           | 2           |  |  |               |                      |                      |                     |               |   |   |              |                  |              |              |              |  |

### Sezione 2
|  | Primo turno            | Primo turno            | Primo turno       | Primo turno | Primo turno |  |  | Secondo turno | Secondo turno          | Secondo turno     | Secondo turno     | Secondo turno     |   |   | Ultimo turno | Ultimo turno  | Ultimo turno  | Ultimo turno | Ultimo turno |  |
|  |                        |                        |                   |             |             |  |  |               |                        |                   |                   |                   |   |   |              |               |               |              |              |  |
|  |                        |                        |                   |             |             |  |  |               |                        |                   |                   |                   |   |   |              |               |               |              |              |  |
|  |                        |                        |                   |             |             |  |  | 2             | Adrian Voinea          | 6                 | 3                 | 6                 |   |   |              |               |               |              |              |  |
|  | Dennis van Scheppingen | Dennis van Scheppingen | 6                 | 3           | 6           |  |  |               | Dennis van Scheppingen | 3                 | 6                 | 3                 |   |   |              |               |               |              |              |  |
|  | Pascal Hooijmaijers    | Pascal Hooijmaijers    | 4                 | 6           | 3           |  |  |               |                        |                   |                   |                   |   |   | 2            | Adrian Voinea | Adrian Voinea | 6            | 7            |  |
|  | Denis Golovanov        | Denis Golovanov        | Denis Golovanov   | 6           | 6           |  |  |               |                        | 8                 | Francisco Cabello | Francisco Cabello | 3 | 5 |              |               |               |              |              |  |
|  | Bobbie Altelaar        | Bobbie Altelaar        | Bobbie Altelaar   | 4           | 2           |  |  |               | Denis Golovanov        | Denis Golovanov   | 4                 | 5                 |   |   |              |               |               |              |              |  |
|  | 8                      | Francisco Cabello      | Francisco Cabello | 6           | 6           |  |  | 8             | Francisco Cabello      | Francisco Cabello | 6                 | 7                 |   |   |              |               |               |              |              |  |
|  |                        | Johan Landsberg        | Johan Landsberg   | 2           | 3           |  |  |               |                        |                   |                   |                   |   |   |              |               |               |              |              |  |

### Sezione 3
|  | Primo turno      | Primo turno      | Primo turno      | Primo turno | Primo turno |  |  | Secondo turno | Secondo turno    | Secondo turno    | Secondo turno  | Secondo turno  |   |   | Ultimo turno | Ultimo turno     | Ultimo turno     | Ultimo turno | Ultimo turno |  |
|  |                  |                  |                  |             |             |  |  |               |                  |                  |                |                |   |   |              |                  |                  |              |              |  |
|  |                  |                  |                  |             |             |  |  |               |                  |                  |                |                |   |   |              |                  |                  |              |              |  |
|  |                  |                  |                  |             |             |  |  | 3             | Lucas Arnold Ker | Lucas Arnold Ker | 7              | 6              |   |   |              |                  |                  |              |              |  |
|  | Andrés Schneiter | Andrés Schneiter | Andrés Schneiter | 7           | 7           |  |  |               | Andrés Schneiter | Andrés Schneiter | 6              | 1              |   |   |              |                  |                  |              |              |  |
|  | Gordon Bergraaf  | Gordon Bergraaf  | Gordon Bergraaf  | 6           | 6           |  |  |               |                  |                  |                |                |   |   | 3            | Lucas Arnold Ker | Lucas Arnold Ker | 6            | 6            |  |
|  | Marc Merry       | Marc Merry       | Marc Merry       | 6           | 6           |  |  |               |                  | 5                | Raemon Sluiter | Raemon Sluiter | 7 | 7 |              |                  |                  |              |              |  |
|  | Ali Hamadeh      | Ali Hamadeh      | Ali Hamadeh      | 4           | 2           |  |  |               | Marc Merry       | Marc Merry       | 4              | 2              |   |   |              |                  |                  |              |              |  |
|  |                  |                  |                  |             |             |  |  | 5             | Raemon Sluiter   | Raemon Sluiter   | 6              | 6              |   |   |              |                  |                  |              |              |  |
|  |                  |                  |                  |             |             |  |  |               |                  |                  |                |                |   |   |              |                  |                  |              |              |  |

### Sezione 4
|  | Primo turno        | Primo turno        | Primo turno        | Primo turno | Primo turno |  |  | Secondo turno | Secondo turno       | Secondo turno       | Secondo turno       | Secondo turno       |   |   | Ultimo turno | Ultimo turno | Ultimo turno | Ultimo turno | Ultimo turno |  |
|  |                    |                    |                    |             |             |  |  |               |                     |                     |                     |                     |   |   |              |              |              |              |              |  |
|  |                    |                    |                    |             |             |  |  |               |                     |                     |                     |                     |   |   |              |              |              |              |              |  |
|  |                    |                    |                    |             |             |  |  | 4             | Mariano Hood        | Mariano Hood        | 6                   | 6                   |   |   |              |              |              |              |              |  |
|  | Andrei Rybalko     | Andrei Rybalko     | Andrei Rybalko     | 7           | 6           |  |  |               | Andrei Rybalko      | Andrei Rybalko      | 1                   | 1                   |   |   |              |              |              |              |              |  |
|  | Devin Bowen        | Devin Bowen        | Devin Bowen        | 6           | 3           |  |  |               |                     |                     |                     |                     |   |   | 4            | Mariano Hood | Mariano Hood | 6            | 2            |  |
|  | Steven Randjelovic | Steven Randjelovic | Steven Randjelovic | 6           | 6           |  |  |               |                     | 6                   | Andreas Vinciguerra | Andreas Vinciguerra | 7 | 6 |              |              |              |              |              |  |
|  | Bart Beks          | Bart Beks          | Bart Beks          | 4           | 3           |  |  |               | Steven Randjelovic  | Steven Randjelovic  | 0                   | 1                   |   |   |              |              |              |              |              |  |
|  |                    |                    |                    |             |             |  |  | 6             | Andreas Vinciguerra | Andreas Vinciguerra | 6                   | 6                   |   |   |              |              |              |              |              |  |
|  |                    |                    |                    |             |             |  |  |               |                     |                     |                     |                     |   |   |              |              |              |              |              |  |